# Stade Municipal Jean Rolland
Stade Municipal Jean Rolland – wielofunkcyjny stadion znajdujący się w Franconville służący do rozgrywania meczów piłki nożnej, rugby union oraz zawodów lekkoatletycznych.
Sport uprawiany był na terenie obecnego stadionu już od początku XX wieku, sam stadion powstał na przełomie lat dwudziestych i trzydziestych. W 1936 roku zbudowano pierwszą trybunę mieszczącą dwieście osób oraz szatnie dla zawodników i sędziów, w 1962 roku zaś zainstalowano sztuczne oświetlenie. Stadion w obecnej postaci – z lekkoatletyczną bieżnią – ukształtował się w roku 1986.
Pełnowymiarowe boisko do piłki nożnej i rugby union okala ośmiotorowa bieżnia, główna trybuna zaś ma pojemność 2000 miejsc siedzących. W kompleksie znajduje się również dodatkowo pięć boisk piłkarskich i dwa do rugby.
Jest obiektem domowym klubów FC Franconville Plessis Bouchard i Parisis Rugby Club.
W 2003 roku gościł dwa spotkania mistrzostw świata U-19 w rugby union.
Na stadionie trenowała reprezentacja Japonii przed zwycięskim meczem z Francją w październiku 2012 roku.
Stadion został nazwany na cześć Jeana Rollanda, sportowca i działacza.